# Fluorescència

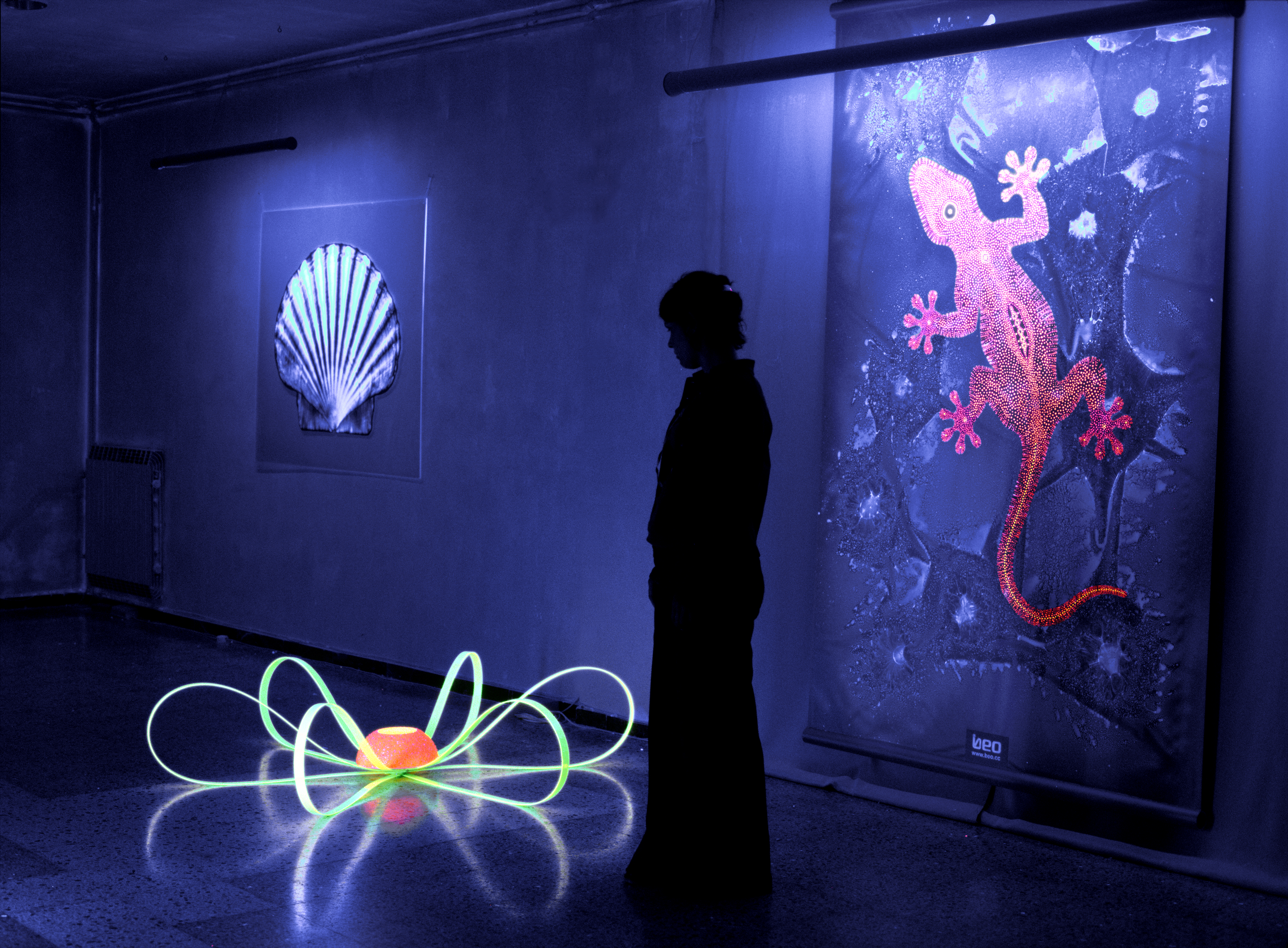
Pintures fluorescents i llum ultraviolada de l'artista Beo Beyond.

La fluorescència és la propietat d'una substància d'emetre llum quan és exposada a radiacions del tipus ultraviolat, rajos catòdics o raigs X.
Les radiacions absorbides (invisibles a l'ull humà), són transformades en llum visible, o sigui, d'una longitud d'ona major a la incident. En el procés, una molècula absorbeix un fotó d'alta energia, el qual és emès com un fotó de baixa energia (major longitud d'ona). La diferència d'energia entre l'absorció i l'emissió, és dissipada com calor (vibracions moleculars).
Tot el procés és molt curt (milionèsimes de segon) i aquest temps és la principal diferència amb altre conegut fenomen lluminós, la fosforescència. Les substàncies que produeixen aquest tipus de radiació es denominen fluorites, mentre que el fenomen en si mateix, es deu a la presència de matèria orgànica o d'ions de terres rares. D'altra banda existeix una àmplia varietat de colors, depenent de la longitud d'ona emesa.

## Equacions

### Fotoquímica
La fluorescència passa quan una molècula, àtom o nanostructures torna al seu estat fonamental després d'haver estat excitada elèctricament.
Excitació: {\displaystyle S_{0}+h\nu _{ex}\to S_{1}}
Fluorescència (emissió): {\displaystyle S_{1}\to S_{0}+h\nu _{em}}, aquí, {\displaystyle h\nu } és un terme genèric per l'energia del fotó amb h = constant de Planck i {\displaystyle \nu } = sovint de la llum. (Les freqüències específiques de la llum excitada i emesa són dependents en el sistema particular.)
L'estat S  0  és anomenat estat fonamental de la molècula fluorescent i S  1  és el seu primer estat d'excitació (electrònic).
Una molècula en estat d'excitació, S  1 , pot tornar al seu estat fonamental per diferents formes. Aquesta pot patir una 'relaxació no radioactiva' en la qual l'energia d'excitació és dissipada com a calor (vibracions) al solvent. Les molècules orgàniques excitades també poden relaxar-se mitjançant conversió a un estat triplet el qual posteriorment es relaxa via fosforescència o mitjançant un segon pas no-radioactiu de relaxació.
La relaxació d'un estat S  1  també pot passar a través d'una interacció amb una segona molècula mitjançant apagament fluorescent. L'oxigen molecular (O  2 ) és molt eficient traient la fluorescència a causa del seu inusual estat triplet fonamental.
Les molècules que s'exciten a través de l'absorció de llum o per via d'un procés diferent (ex. Com el producte d'una reacció) poden transferir energia a una segona molècula 'sensibilitzada', la qual és conduïda al seu estat d'excitació i pot llavors emetre fluorescència.

### Rendiment quàntic
El rendiment quàntic de fluorescència mostra l'eficiència del procés fluorescent. Aquest rendiment és definit com la proporció del nombre de fotons emesos sobre el nombre de fotons absorbits.
{\displaystyle \Phi ={\frac {\rm {\#\ fotons\ emesos}}{\rm {\#\ fotons\ absorbits}}}}

El màxim rendiment quàntic de fluorescència és 1 (100%); cada fotó absorbit resulta en un fotó emès. Compostos amb rendiments quàntics de 0,10 són encara considerats bastant fluorescents. Una altra manera de definir el rendiment quàntic de fluorescència és mitjançant les taxes a les quals decau l'estat d'excitació:
{\displaystyle {\frac {{k}_{f}}{\sum _{i}{k}_{i}}}}
On {\displaystyle {k}_{f}} és la taxa d'emissió espontània de radiació i
{\displaystyle \sum _{i}{k}_{i}}

és la suma de totes les taxes de decaïment. Altres taxes de decaïment de l'estat d'excitació són causades per mecanismes diferents a l'emissió de fotons i són per tant sovint anomenades "taxes no-radioactives", les quals poden incloure: desactivació de col·lisió dinàmica, interacció de camp proper dipol-dipol (o Transferència d'energia de ressonància), conversió interna i pas de intersistema. Per tant, si la taxa de qualsevol via canvia, això afectaria tant el temps de vida de l'estat excitat i com el rendiment quàntic de fluorescència.
El rendiment quàntic de fluorescència és mesurat al comparar-lo amb un estàndard de cuantología coneguda, la sal de quinina, sulfat de quinina, en una solució d'àcid sulfúric és un estàndard comú de fluorescència.

### Temps de vida
El temps de vida de la fluorescència es refereix al temps mitjà que dura la molècula en el seu estat d'excitació abans d'emetre un fotó. La fluorescència típicament segueix cinètica de primer ordre:
{\displaystyle \left[S1\right]=\left[S1\right]_{0}e^{-\Gamma t},}
on {\displaystyle \left[S1\right]} és la concentració de molècules en estat d'excitació en el temps {\displaystyle t}, {\displaystyle \left[S1\right]_{0}} és la concentració inicial i {\displaystyle \Gamma } és la taxa de decaïment o l'invers del temps de vida de la fluorescència. Aquest és un exemple de decaïment exponencial. Diversos processos radiatius i no-radiatius poden despoblar l'estat excitat. En aquest cas, la taxa de decaïment total és la suma de totes les taxes:
{\displaystyle \gamma _{tot}=\gamma _{rad}+\gamma _{nrad}}
on {\displaystyle \gamma _{tot}} és la taxa de decaïment total, {\displaystyle \gamma _{rad}} és la taxa de decaïment radiatiu i {\displaystyle \gamma _{nrad}} la taxa de decaïment no-radiatiu. És molt semblant a una reacció química de primer ordre en la qual la taxa constant de primer ordre és la suma de totes les taxes (un model cinètic paral·lel). Si la taxa d'emissió espontània, o qualsevol de les altres taxes són ràpides, el temps de vida és curt. Per compostos fluorescents que emetin fotons amb energies des de l'UV fins al proper infraroig, els temps típics de decaïment de l'estat excitat es troben entre 0,5-20 nanosegons. El temps de vida fluorescent és un paràmetre important per a aplicacions pràctiques de la fluorescència com transferència d'energia de ressonància.

## Regles
Hi ha algunes regles que reencargan de la fluorescència. La Regla de Kasha dicta que el rendiment quàntic de luminescència és independent de la longitud d'ona de la radiació.
Això no és sempre cert i es contradiu severament en moltes molècules simples. Una declaració una mica més fiable, tot i que encara amb excepcions, podria ser que l'espectre de fluorescència mostra molt poca dependència en la longitud d'ona de la radiació.
Eldiagrama Jablonskidescriu la major part del mecanisme de relaxació per a les molècules en estat excitat.

## Aplicacions
Hi ha molts compostos naturals i sintètics que exhibeixen fluorescència, i tenen un nombre d'aplicacions. Alguns animals del fons de l'oceà, com els ojiverde, usen la fluorescència.

### Il·luminació

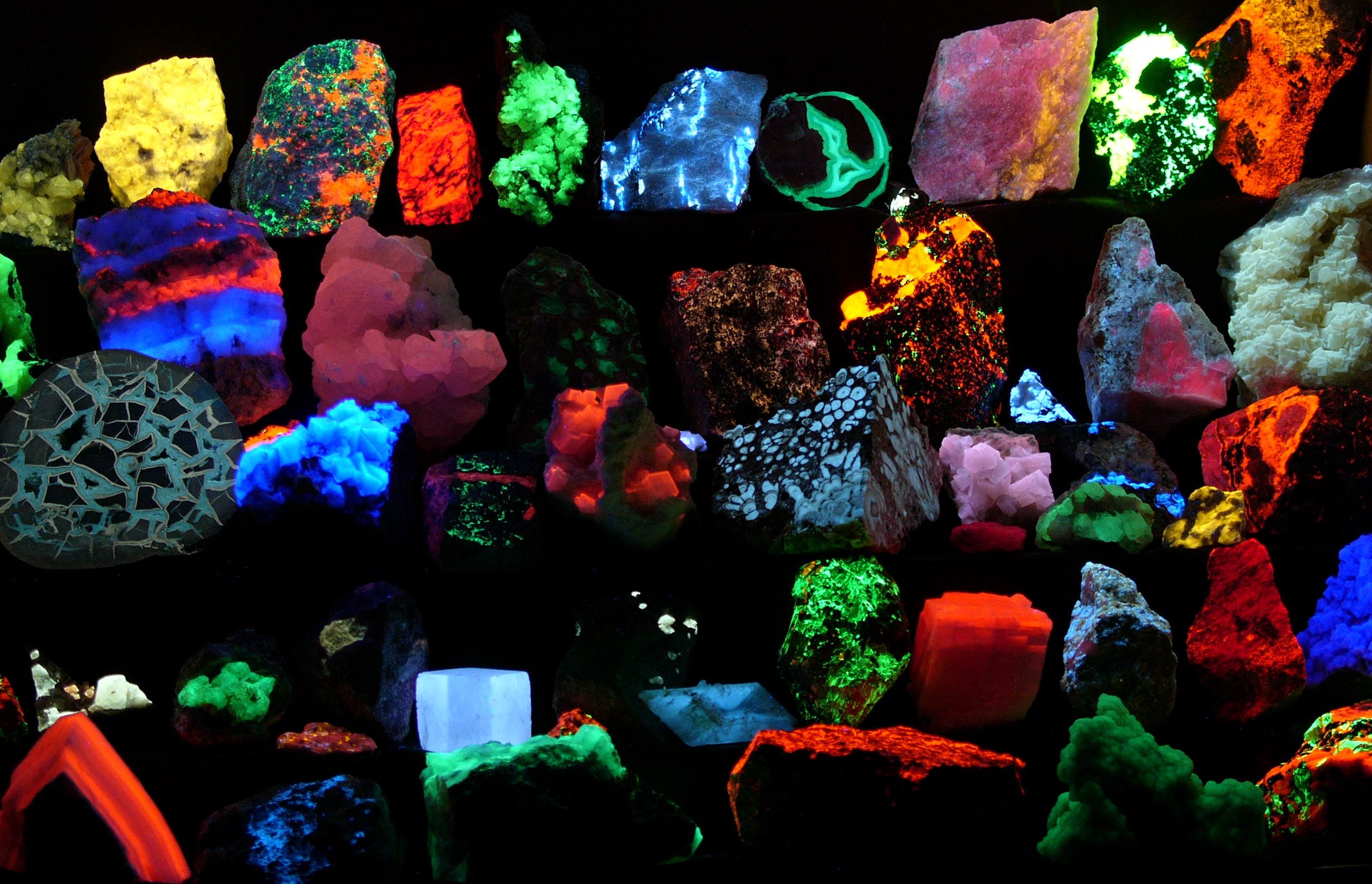
Elements fluorescents il·luminats per llum ultravioleta.

El comú tub fluorescent depèn de la fluorescència. Dins del tub de vidre hi ha un buit parcial i una petita quantitat de mercuri. Una descàrrega elèctrica al tub causa que els àtoms de mercuri emetin llum. La llum emesa es troba en el rang ultraviolada (UV), és invisible, i inofensiva per a la majoria dels organismes vivents. El tub és revestit amb una capa d'un material fluorescent anomenat  PHOSPHORICA , el qual absorbeix la llum ultraviolada i reemet la llum visible. La il·luminació fluorescent és energèticament molt eficient comparada amb la tecnologia incandescent, però l'espectre produït pot fer que certs colors no semblin naturals.
A mitjans dels 90, el díode emissor de llum (LED) blanca va estar disponible, el qual funciona a través d'un procés similar. Típicament, l'actual semiconductor emissor de llum produeix llum en la part blava de l'espectre, que xoca amb un compost  PHOSPHORICA  dipositat en el xip, l' PHOSPHORICA  es posa fluorescent des de la part verda fins a la part blava de l'espectre. La combinació de la llum blava que passa a través del  PHOSPHORICA  i la llum emesa pel mateix produeix una emissió de llum blanca.
Es diu que les modernes làmpades de vapor de mercuri de l'enllumenat públic han evolucionat de la làmpada fluorescent.
La Llum fluorescent compacta (CFL) és la mateixa que qualsevol làmpada fluorescent típica amb avantatges. Aquesta és usada per a substituir llums incandescents en moltes aplicacions. Produeixen un quart de la calor per volum com les bombetes incandescents però duren com cinc vegades més. Aquestes làmpades contenen mercuri i han de ser manejades i disposades amb cura. Els desavantatges que aquestes llums tinguin un balast és que no encaixen adequadament en tots els aparells de llum. Totes les làmpades fluorescents tenen un retard significatiu al moment de ser enceses comparades amb les làmpades incandescents, un desavantatge en algunes aplicacions. Addicionalment, la tecnologia que els permet ser usades també redueix significativament la seva vida útil i la seva fiabilitat en aplicacions d'enfosquiment.

### Química analítica
La fluorescència pot ser detectada amb un detector selector de longitud d'ona per trobar compostos presents en una HPLC. A més, les plaques d'una TLC poden ser visualitzades si els compostos o els reactius de color són fluorescents. La fluorescència és més efectiva quan hi ha una gran proporció d'àtoms en els nivells baixos d'energia en una distribució de Boltzmann. Hi ha llavors una major probabilitat que els àtoms amb energia baixa siguin excitats i alliberin al seu torn fotons, permetent així una anàlisi més eficient.
Les empremtes dactilars poden ser visualitzades amb compostos fluorescents com ninhidrina.

### Bioquímica i medicina
Les molècules biològiques poden ser marcades amb un grup químic fluorescent (fluorocrom) mitjançant una reacció química senzilla, la qual cosa permet una detecció sensible i quantitativa de la molècula. Alguns exemples:
- La microscopia de fluorescència de teixits, cèl·lules o estructures subcel·lulars és assolida marcant l'anticòs amb un fluorocrom i permetent que aquest trobi la seva antigen corresponent present en la mostra. En marcar diversos anticossos amb diferents fluorocroms es pot aconseguir la visualització de múltiples objectius dins d'una mateixa imatge.
- Seqüenciació automàtica d'ADN pel mètode de terminació de la cadena: cada un dels quatre ddNTP's es troba marcat amb un fluorocrom específic de tal manera que es generen cadenes de diferent longitud que en ser sotmeses a una font d'UV es pot determinar la base nitrogenada terminal de cada cadena a causa de la longitud d'ona emesa característica de cada fluorocrom.

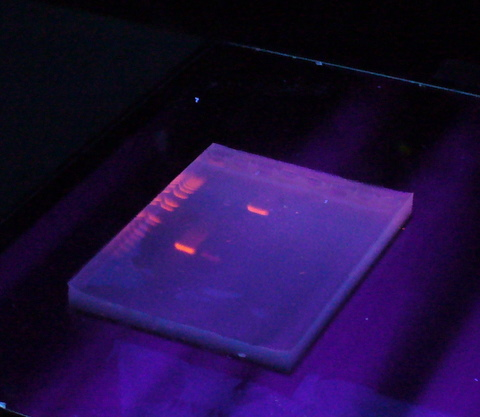
Gel d'agarosa tenyit amb bromur d'etidi. El bromur d'etidi s'intercala en l'ADN i fluorescència taronja quan s'exposa a llum UV.

- Detecció d'ADN: el compost bromur d'etidi, lliure de canviar la seva conformació en solució, té poca fluorescència. La fluorescència del bromur d'etidi es augmenta enormement quan s'uneix a l'ADN, de manera que aquest compost és molt útil per visualitzar la localització de fragments d'ADN en el mètode d'electroforesi en gels d'agarosa. El bromur d'etidi pot ser tòxic per tant, una alternativa més segura és tenyir amb SYBR Green.
- Microarreglos
- Immunologia: els llocs d'unió d'un anticòs a un espècimen microscòpic per exemple, poden ser vistos, i fins i tot quantificats, emprant la fluorescència si se li ha unit prèviament un grup químic fluorescent a l'anticòs específic.
- La fluorescència ha estat emprada per a l'estudi de l'estructura i conformació de l'ADN, així mateix com de proteïnes, amb tècniques com la transferència d'energia de ressonància, la qual mesura distàncies a nivell d'àngstroms. Això és especialment important en complexos de biomolècules múltiples.
- FACS (Citometria)
- La Proteïna Verd Fluorescent (GFP), de la Meduza  Aequorea victòria , s'ha convertit en una eina de recerca molt important. GFP i altres proteïnes relacionades són usades com a reporters d'un sense nombre d'esdeveniments biològics incloent aquells de localització subcel·lular. Els nivells d'expressió gènica són mesurats en algunes ocasions unint el gen de producció de GFP amb el gen d'interès.

També, diverses molècules biològiques tenen fluorescència intrínseca i per tant, poden ser utilitzades sense necessitat d'unir-les a una etiqueta química. De vegades, aquesta fluorescència intrínseca canvia quan la molècula es troba en un ambient específic, de tal manera que la distribució o el lligament de la molècula poden ser mesurats. La bilirubina, per exemple, és altament fluorescent quan s'uneix a l'albúmina sèrica en un lloc específic. La protoporfirina zinc, la qual es troba en les cèl·lules sanguínies quan la producció del grup hemo és inhibit per l'existència de plom o l'absència de ferro a la sang, té una forta fluorescència i pot ser, per tant, utilitzada per detectar aquests problemes.
El nombre d'aplicacions de la fluorescència ha anat creixent en el camp de la biomedicina, la biologia i en altres ciències relacionades. Els mètodes d'anàlisi en aquests camps també han anat augmentant: Flim, FLI, FLIP, CALI, FLIE, FRET, FRAP, FCS, PFRAP, smFRET, FRIPS, shrimp or TIRF. Moltes d'aquestes tècniques es basen en els microscopis de fluorescència. Els microscopis utilitzen fonts de llum d'alta intensitat, normalment làmpades de mercuri o xenó, LED's, o làsers, per generar fluorescència en les mostres sota observació. Posteriorment, els filtres òptics separen la llum excitada de la fluorescència emesa, per permetre que sigui detectada a primera vista, utilitzant una càmera o utilitzant algun altre detector de llum com espectrògrafs, etc. Moltes investigacions s'estan duent a terme per millorar la capacitat d'aquests microscopis, les sondes fluorescents usades, i les aplicacions d'aquestes. D'observació particular es troben els microscopi confocal, els quals utilitzen un porus per aconseguir seccions òptiques, proporcionant una vista quantitativa i en 3D de la mostra.

### Gemmologia, mineralogia, geologia i ciències forenses
Les gemmes, els minerals, les fibres i molts altres materials, que poden ser trobats en medicina forense, poden tenir una fluorescència distintiva o poden fluorecer diferent sota llum utravioleta d'ona curta, d'ona llarga, o raigs X's:
Molts tipus de calcita i ambre presentaran fluorescència sota llum ultraviolada d'ona curta. Els robins, les maragdes i el diamant Hope exhibeixen fluorescència vermella sota llum UV d'ona curta, els diamants també emeten llum sota raigs X's.
El petroli emet fluorescència en un rang de colors, des del marró mat per a olis pesants i quitrà fins al groguenc i blanc blavós per als olis molt lleugers i condensats. Aquest fenomen és usat en perforacions fetes per a l'exploració de petroli permet identificar petites quantitats de cru en les perforacions i al centre de les mostres.

### Líquids orgànics
Els líquids orgànics, com les mescles d'antracè en benzè o toluè en els mateixos solvents, emeten fluorescència amb radiació UV o raigs gamma. Els temps de decaïment d'aquesta fluorescència són de l'ordre de nanosegons, ja que la durada de la llum depèn del temps de vida dels estats excitats del material fluorescent, en aquest cas antracè.